# Флаг Светлинского района
Флаг Све́тлинского района — официальный символ муниципального образования Светлинский район Оренбургской области Российской Федерации. Флаг утверждён 21 апреля 2009 года.
Флаг составлен на основании герба Светлинского района, по правилам и соответствующим традициям геральдики, и отражает исторические, культурные, социально-экономические, национальные и иные местные традиции.

## Описание
«Флаг Светлинского района представляет собой двухстороннее прямоугольное полотнище 3:2. В центре синего полотнища фигуры из герба Светлинского района — жёлтый лежащий верблюд, окаменевший снизу, сопровождённый:
— сверху — белым летящим лебедем с жёлтым клювом и чёрными лапами;
— по сторонам — жёлтыми грудами камней;
— снизу — тремя золотыми снопами пшеницы, перевязанными красными лентами.
Оборотная сторона флага является зеркальным отображением лицевой стороны».

## Обоснование символики
Лежащий верблюд с окаменевшими ногами изображает уникальный памятник природы — «Верблюд-скалу», расположенную на территории района. Согласно одной из легенд: смелый верблюд вызвал на бой ужасного дракона и приготовился к борьбе, так и застыв в камне ожидая противника. Таким образом, на флаге района верблюд символизирует защиту от злых сил. Окаменевший верблюд и груды камней символизируют богатство недр и полезные ископаемые района.
Жёлтый цвет (золото) символизирует цвет нашей степи, а также золотой колос хлебной нивы. Жёлтый цвет — солнечный символ.
Светлинский район является одной из ключевых орнитологических территорий, имеющий международный ранг значимости, на пути миграции перелётных птиц, в том числе лебедей.
Летящий лебедь символизирует богатство природы района, неповторимую фауну.
Лебедь также символизирует движение к прогрессу.
Снопы пшеницы символизируют хлебородие и изобилие сельскохозяйственного района.
Синий цвет полотнища флага символизирует чистое небо и множество степных озёр, водоёмов, с их рыбным богатством и разнообразием птиц.